# 堅定決心行動
堅定決心行動（英語：Operation Inherent Resolve，縮寫：OIR，或譯堅決行動），是指在2014年對伊斯蘭國的軍事干預時，美軍公布的軍事行動名稱，其包括了美國領軍的對敘利亞干預和2014年起美國領軍的對伊拉克干預在內。

## 外部連結
维基共享资源上的相關多媒體資源：堅定決心行動